# Brammetje Bond
Brammetje Bond is de hoofdpersonage uit een jeugdserie geschreven door Jan Louwman en uitgegeven door Uitgeverij Kluitman Alkmaar B.V..
Brammetje bond is de aanvoerder van de Grote Groene Draken, een jongensclub die in elk boek een nieuw avontuur beleeft.
De serie bestaat uit 19 delen en is geschreven voor kinderen van 7 - 8 jaar.
| Jaar | Titel                                                  | Uitgeverij       | ISBN          |
| ---- | ------------------------------------------------------ | ---------------- | ------------- |
| 1976 | De voetbalclub van Brammetje Bond                      | Kluitman Alkmaar | 90-206-7545-1 |
| 1976 | De geheime club van Brammetje Bond                     | Kluitman Alkmaar | 90-206-7546-X |
| 1976 | De speurclub van Brammetje Bond                        | Kluitman Alkmaar | 90-206-7547-8 |
| 1977 | De club van Brammetje Bond gaat vlotje varen           | Kluitman Alkmaar | 90-206-7548-6 |
| 1977 | De club van Brammetje Bond speelt het klaar            | Kluitman Alkmaar | 90-206-7549-4 |
| 1978 | De club van Brammetje Bond tegen de kikkerridders      | Kluitman Alkmaar | 90-206-7550-8 |
| 1978 | De club van Brammetje Bond bouwt een stad              | Kluitman Alkmaar | 90-206-7551-6 |
| 1979 | De club van Brammetje Bond blijft in Drakenstad        | Kluitman Alkmaar | 90-206-7552-4 |
| 1980 | De club van Brammetje Bond doet mee op de t.v.         | Kluitman Alkmaar | 90-206-7553-2 |
| 1980 | De club van Brammetje Bond gaat erop uit               | Kluitman Alkmaar | 90-206-7555-9 |
| 1982 | De club van Brammetje Bond gaat nooit verloren         | Kluitman Alkmaar | 90-206-7558-3 |
| 1983 | De club van Brammetje Bond maakt een film              | Kluitman Alkmaar | 90-206-7559-1 |
| 1983 | De club van Brammetje Bond gaat crossen                | Kluitman Alkmaar | 90-206-7560-5 |
| 1984 | De club van Brammetje Bond wordt kampioen              | Kluitman Alkmaar | 90-206-7562-1 |
| 1984 | De club van Brammetje Bond zet zijn beste beentje voor | Kluitman Alkmaar | 90-206-7563-X |
| 1985 | De club van Brammetje Bond vindt een schat             | Kluitman Alkmaar | 90-206-7565-6 |
| 1988 | De club van Brammetje Bond in avonturenland            | Kluitman Alkmaar | 90-206-7571-0 |
| 1989 | De club van Brammetje Bond op boevenjacht              | Kluitman Alkmaar | 90-206-7573-7 |
| 1990 | De club van Brammetje Bond gaat de ruimte in           | Kluitman Alkmaar | 90-206-7580-X |